# Recep Tayyip Erdoğan
Recep Tayyip Erdoğan (tureckou výslovností  [ɾeˈd͡ʒep tajˈjip ˈæɾdo.an]IPA; * 26. února 1954 Istanbul) je od srpna 2014 prezident Turecké republiky, bývalý starosta Istanbulu a v letech 2003 až 2014 turecký premiér.

## Život
Erdoğan se narodil na předměstí Istanbulu, ve čtvrti Kasımpaşa, v rodině, která se sem přestěhovala z provincie Rize. Vychodil náboženské školy a v mládí byl nucen si přivydělávat pouličním prodejem.

## Politická kariéra
Je zakladatelem Strany spravedlnosti a rozvoje (turecky Adalet ve Kalkınma Partisi, zkráceně AK Parti), která má většinu poslaneckých mandátů v tureckém parlamentu. Pochází z islamistického politického zázemí, ale sám sebe popisuje jako konzervativního demokrata.
V roce 1994 byl zvolen starostou Istanbulu. V roce 2002 jeho strana AKP vyhrála parlamentní volby a v roce 2003 se stal tureckým premiérem. Jako jediný turecký politik dokázal vyhrál parlamentní volby třikrát po sobě, vždy s vyšší podporou zejména díky hospodářskému růstu země.

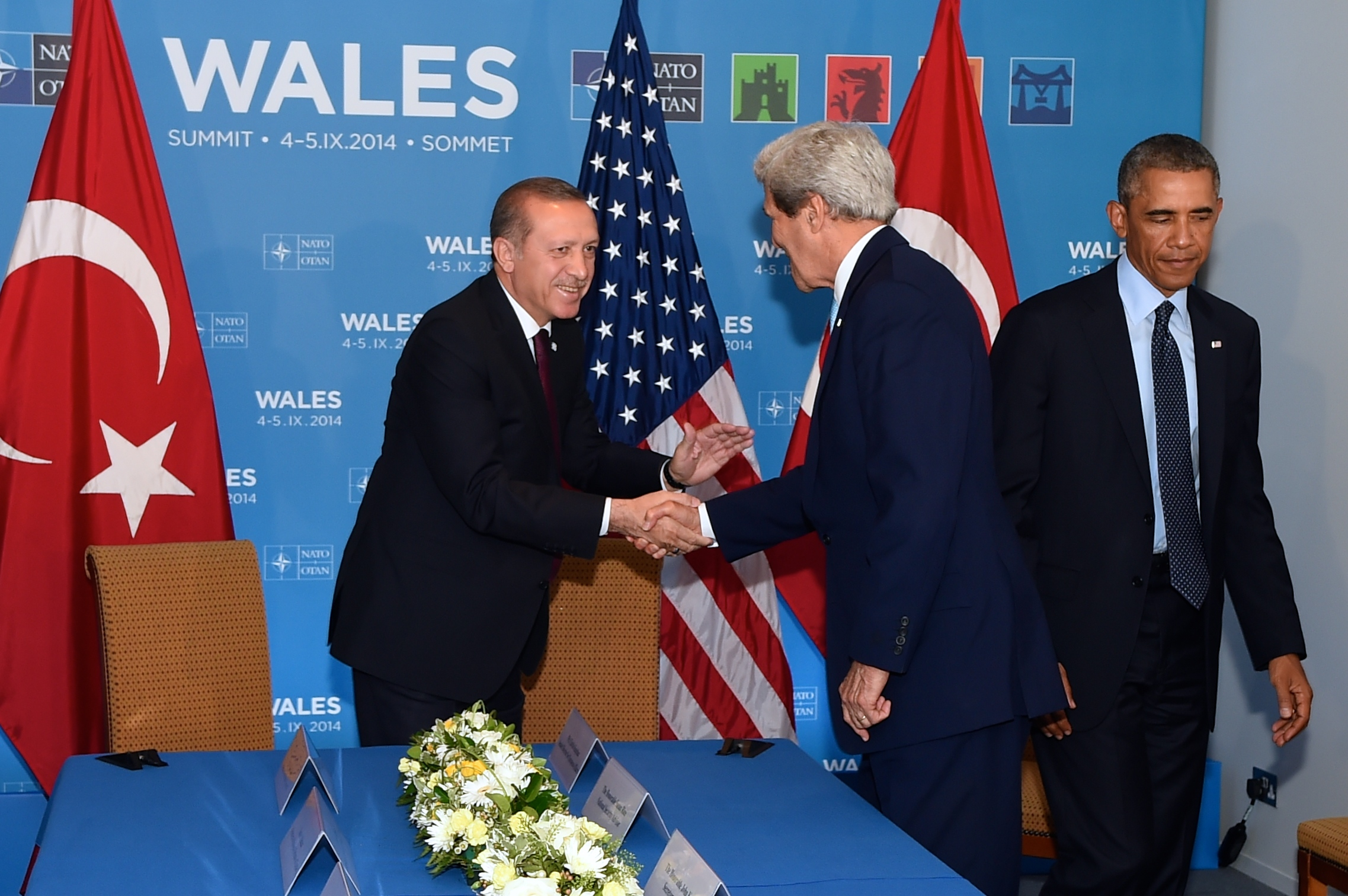
Prezident Erdoğan s americkým prezidentem Obamou na summitu NATO, 5. září 2014

V historicky první přímé prezidentské volbě byl 10. srpna 2014 zvolen již v prvním kole prezidentem Turecké republiky. Dne 28. srpna se ujal úřadu a od opozičních novinářů a politiků si vysloužil nálepku diktátora.
Po neúspěšném pokusu o vojenský převrat v červenci 2016 zahájil rozsáhlé čistky v armádě, policii, justici, státní správě a ve školství. Dne 20. července vyhlásil výjimečný stav na následující tři měsíce, díky kterému může Erdogan vládnout pomocí dekretů, může omezit či pozastavit právo shromažďovací nebo svobodu slova. Následně svým dekretem nařídil uzavření 1043 soukromých škol, 1229 spolků a nadací, 19 odborových svazů, 15 univerzit a 35 zdravotnických zařízení s tím, že tyto instituce jsou údajně podezřelé ze styků s Fethullahem Gülenem, kterého Erdogan označuje za údajného strůjce neúspěšného převratu. K březnu 2018 bylo více než 160 000 lidí propuštěno nebo postaveno mimo službu a 50 000 lidí skončilo ve vězení. Do února 2019 bylo zatčeno na 77 000 lidí.
V květnu 2023 obhájil prezidentský mandát, když svého soupeře Kemala Kılıçdaroğlu ve druhém kole prezidentských voleb 2023 těsně porazil.
Přes své dlouhodobě kritické připomínky 23. října 2023 podepsal protokol o přistoupení Švédska k NATO a odeslal ho do Velkého národního shromáždění Turecka.

### Názory a kontroverze
Turecko neuznává existenci řecké Kyperské republiky, která je členským státem EU. Podle Erdoğana „žádná země jménem Kypr neexistuje“. V červenci 2015 u příležitosti 41. výročí turecké invaze na Kypr navštívil Erdoğan mezinárodně neuznávanou Severokyperskou tureckou republiku, kterou podporuje a uznává jen Turecko. Severní Kypr je okupován tureckou armádou a podle Erdoğana „nepřichází v úvahu“, aby byli turečtí vojáci z ostrova staženi.
Erdoğan odmítá označit masakry Arménů v Osmanské říši jako genocidu a v červnu 2016 stáhl tureckého velvyslance z Německa v reakci na rezoluci německého parlamentu, která označuje masakry za genocidu.
V dubnu 2016, kdy znovu propukly ozbrojené střety mezi Arménií a Ázerbájdžánem o arménskou enklávu Náhorní Karabach, Erdoğan vyjádřil podporu Ázerbájdžánu.
Dokument německého ministerstvo vnitra uvádí, že „jako výsledek postupně se islamizující vnitřní a vnější politiky Ankary od roku 2011 se Turecko stalo ústřední akční platformou islamistických uskupení v oblasti Blízkého východu. Mnoho projevů solidarity a podpory egyptskému Muslimskému bratrstvu, hnutí Hamás a skupinám ozbrojené islamistické opozice v Sýrii ze strany vládnoucí strany AKP a prezidenta Erdogana podtrhuje jejich ideologickou spřízněnost.“
Erdoğan je obhájcem práv Krymských Tatarů. V srpnu 2016 Erdoğan při setkání s ukrajinským prezidentem Porošenkem prohlásil, že Turecko neuzná ruskou anexi Krymu, kterou nazval „krymskou okupací“.
V lednu 2018 byla zahájena turecká invaze do kurdské provincie Afrín na severu Sýrie, kterou Turecko od té doby okupuje. Erdoğan operaci konzultoval s generálním tajemníkem NATO Jensen Stoltenbergem, který Turecku vyjádřil podporu. V říjnu 2019 Erdoğan nařídil tureckou ofenzivu v Sýrii, která byla namířena proti prokurdským jednotkám SDF v syrské Rojavě.

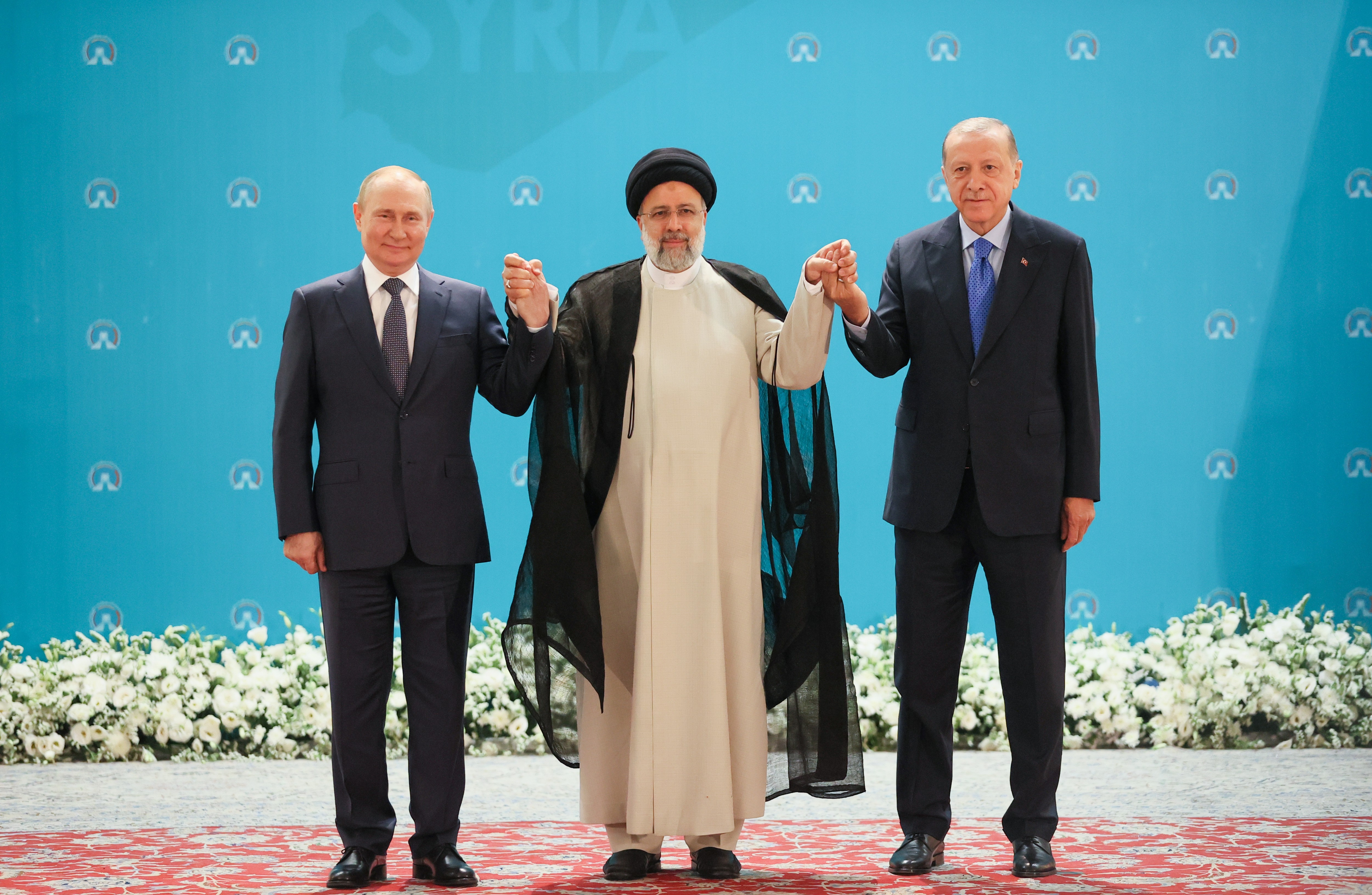
Erdoğan, ruský prezident Vladimir Putin a íránský prezident Ebráhím Raísí v Teheránu v červenci 2022

Během své návštěvy Turecka v září 2019 jednal český premiér Andrej Babiš s Erdoğanem o situaci Čechů Miroslava Farkase a Markéty Všelichové, kteří si v tureckých věznicích odpykávají více než šestiletý trest za podporu syrských Kurdů bojujících proti Islámskému státu.
Podporoval Ázerbájdžán proti Arménii ve válce v Náhorním Karabachu v roce 2020. Po vítězné válce o sporné území prohlásil v prosinci 2020, že boj proti Arménii ještě neskončil. V lednu 2021 projevil zájem o vstup Turecka do Evropské unie.

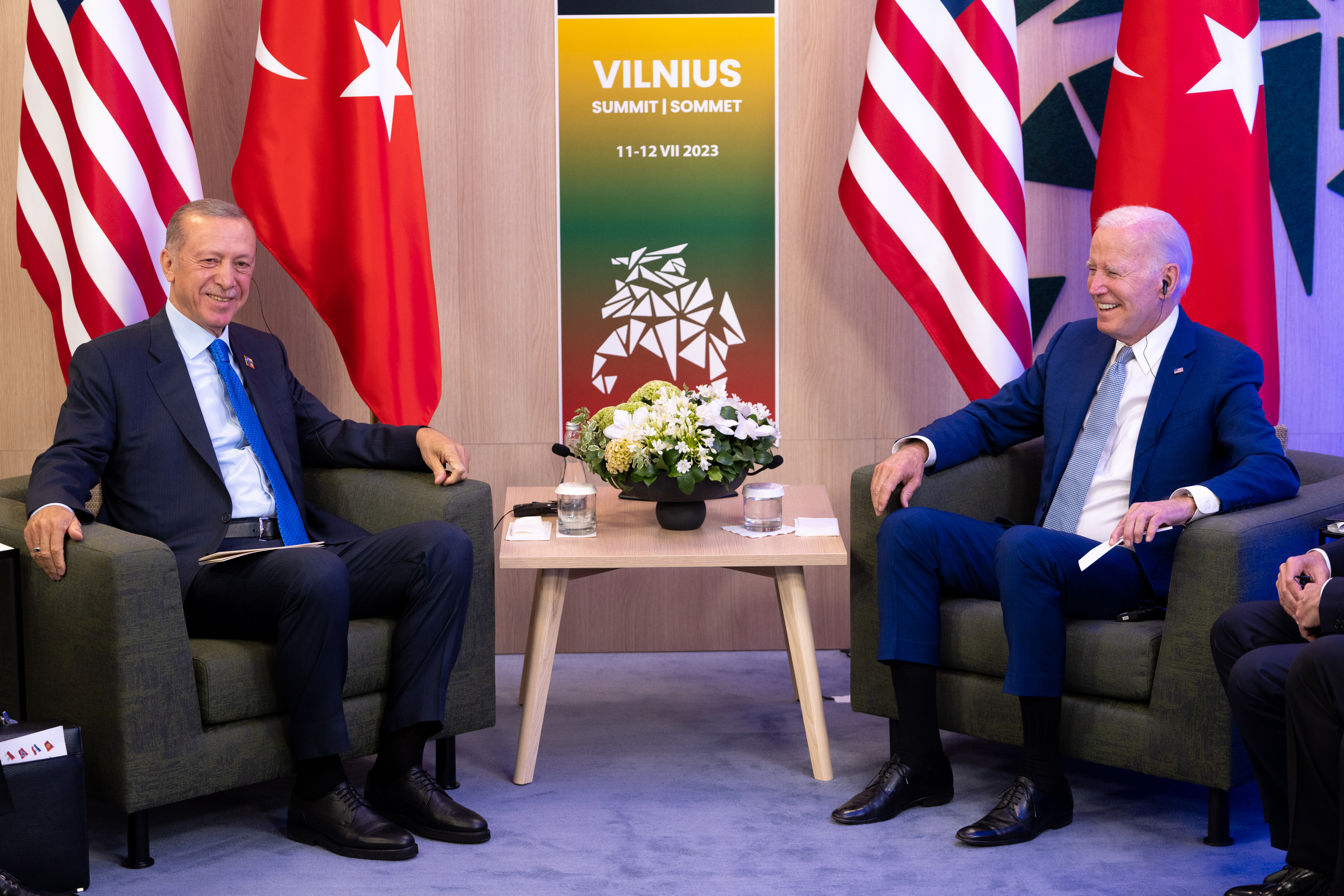
Erdoğan a americký prezident Joe Biden na summitu NATO v roce 2023

Erdoğan a ruský prezident Vladimir Putin plánovali po ruské invazi na Ukrajinu, že prostřednictvím plynovodů TurkStream a Blue Stream by se do Evropy mohl dodávat ruský zemní plyn, který by Turecko prodávalo společně s plynen z Ázerbájdžánu nebo Íránu jako turecký plyn, a z Turecka by se tak mohl stát energetický uzel pro celou Evropu.
Během války v Pásmu Gazy v říjnu 2023 prohlásil, že Izrael je okupant a Hamás nepovažuje za teroristickou organizaci, a dále tvrdil, že „Hlavními viníky masakrů v Gaze jsou západní země.“ V Kataru sídlící předseda Hamásu Ismáíl Haníja, který v den útoku Hamásu na Izrael pobýval v tureckém Istanbulu, hovořil dne 21. října 2023 s Erdoğanem o situaci v Pásmu Gazy a o vývoji ve válce. 15. listopadu 2023 odsoudil Izrael jako „teroristický stát“ a obvinil ho ze spáchání genocidy proti Palestincům.
Po pádu Asadova režimu v Sýrii v prosinci 2024 podpořil novou syrskou vládou pod vedením Ahmada Šary, který během občanské války v Sýrii vedl islamistickou povstaleckou skupinu Tahrír al-Šám. V únoru 2025 se Šara setkal v Ankaře s Erdoğanem a jednal s ním o vzniku tureckých základen v Sýrii.
V roce 2025 byl za největšího politického oponenta Erdoğana považován istanbulský starosta Ekrem İmamoğlu, který měl v plánu kandidoval na prezidenta za opoziční stranu CHP. Dne 19. března 2025 ho zatkla policie. Jeho zatčení vedlo k masivním protivládním protestům v Turecku.

### Spekulace o jeho etnickém původu
V roce 2003 Erdoğan údajně řekl, „Jsem Gruzín, moje rodina je gruzínská a do Rize emigrovala z Batumi.“ Nicméně v roce 2014 v interview pro televizi NTV řekl, „Neměli byste věřit těm věcem, které o mně říkají. Řekli, že jsem Gruzín...dokonce mnohem hnusnější věci, nazvali mě Arménem, ale já jsem Turek.“

### Výroky
15. listopadu 2014 prohlásil na konferenci latinskoamerických muslimských lídrů, že muslimové objevili Ameriku už v roce 1178.
V březnu 2018 v reakci na propuštění zadrženého představitele kurdské politické strany PYD, kterou Turecko považuje za teroristickou organizaci, obvinil Erdoğan Českou republiku z podpory terorismu. Erdoğan prohlásil: „Toto propuštění Českou republiku dostalo do postavení země podporující terorismus... Propuštění vůdce teroristů znamená podporovat terorismus.“ Poradce tureckého prezidenta Yiğit Bulut prohlásil během televizního vysílání, že „Česká republika neexistuje. Její obyvatelé odešli a založili Slovensko. Česká republika je v područí Německa.“ Ministr zahraničí Martin Stropnický na obvinění České republiky z podpory terorismu a na další útoky ze strany tureckých představitelů nijak nereagoval.

## Vyznamenání
- Pamětní medaile 1000. výročí Kazaně – Rusko, 1. května 2006[43]
- Řád Pákistánu – Pákistán, 26. října 2009[44]
- Řád zlatého rouna – Gruzie, 17. května 2010[45]
- Medaile nezávislosti ve zlatě – Kosovo, 4. listopadu 2010[46]
- velkokříž Národního řádu Nigeru – Niger, 9. ledna 2011
- Řád Danaker – Kyrgyzstán, 2. února 2011[47]
- Řád zlatého orla – Kazachstán, 2012[48]
- Řád Hejdara Alijeva – Ázerbájdžán, 2. září 2014[49]
- Státní řád gaziho emíra Amanulláha Chána – Afghánistán, 25. října 2014[50]
- velkokříž Řádu somálské hvězdy – Somálsko, 25. ledna 2015[51]
- Řád národního praporu – Albánie, 13. května 2015[52]
- velkokříž Řádu Leopolda – Belgie, 5. října 2015[53]
- velkokříž Národního řádu Pobřeží slonoviny – Pobřeží slonoviny, 29. února 2016[54]
- velkokříž Národního řádu za zásluhy – Guinea, 3. března 2016[55]
- velkokříž Národního řádu Madagaskaru – Madagaskar, 2017[56]
- řetěz Řádu Isa bin Salmana al-Khalify – Bahrajn, 12. února 2017[57]
- řetěz Řádu Mubáraka Velikého – 21. března 2017[58]
- velký řetěz Řádu cti – Súdán, 24. prosince 2017[59]
- velkostuha Řádu republiky – Tunisko, 27. prosince 2017[60]
- velkokříž Národního řádu lva – Senegal, 1. března 2018[61]
- velkokříž Národního řádu Mali – Mali, 2. března 2018[62]
- velkokříž s řetězem Řádu republiky – Moldavsko, 17. října 2018[63]
- velkokříž s řetězem Národního řádu za zásluhy – Paraguay, 2. prosince 2018[64]
- velkokříž Řádu osvoboditele – Venezuela, 3. prosince 2018[65]
- Řád přátelství I. třídy – Kazachstán, 2022[66]
- Řád Zajda –  Spojené arabské emiráty, 19. července 2023[67][68]